# Richard Adolf Zsigmondy
Richard Adolf Zsigmondy (Vienna, 1º aprile 1865 – Gottinga, 23 settembre 1929) è stato un chimico austriaco, pioniere nello studio dei colloidi.
Vinse il premio Nobel per la chimica nel 1925. Il cratere Zsigmondy presente sulla superficie della Luna è stato così battezzato in suo onore.

## Vita e lavoro

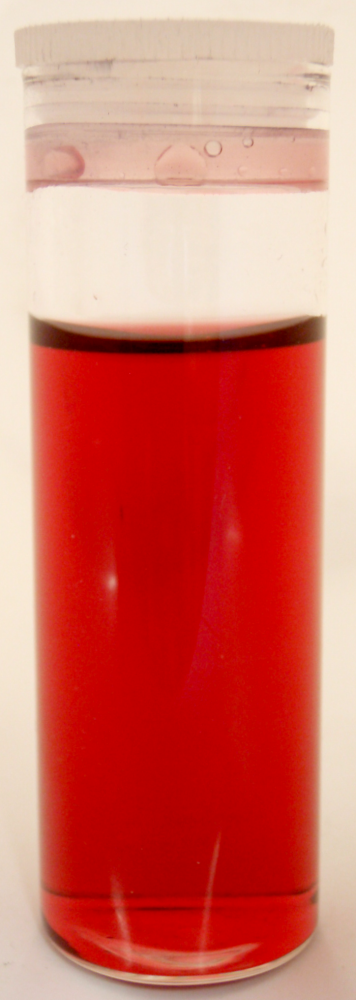
Oro colloidale

Zsigmondy nacque da Irma von Szakmary e dallo scienziato Adolf Zsigmondy Sr., che inventò alcuni ferri chirurgici odontoiatrici. Fu ottimamente educato da sua madre dopo la morte di suo padre, che avvenne alla fine del 1880. Ricevette un'educazione molto comprensiva ricca di svaghi e hobby come l'arrampicata e il trekking. A scuola sviluppò un grande interesse per le scienze naturali, specialmente per la chimica e la fisica, tale interesse lo portò a cominciare numerosi esperimenti nel laboratorio allestito a casa sua.
La sua formazione universitaria cominciò all'Università di Vienna alla Facoltà di Medicina, ma presto si trasferì alla Technische Universität Wien e in seguito all'Università di Monaco. A Monaco il suo insegnante fu Wilhelm von Miller (1848-1899) e qui cominciò la sua carriera nella ricerca scientifica. Zsigmondy ritornò in Austria nel 1893 per ricoprire il ruolo di assistente professore a Graz, dopo essere stato colloquiato da Albert von Ettingshausen e Friedrich Emich. Durante il suo lavoro a Graz completò il suo più importante lavoro, che concerneva la chimica dei colloidi. Negli anni successivi lavorò sugli idrosòl d'oro sviluppando l'ultramicroscopio a fenditura.
Nel 1911 mise in evidenza il fenomeno della condensazione capillare.
La sua carriera scientifica continuò in Germania, a Gottinga come professore di chimica dove rimase per il resto della sua carriera professionale. Nel 1925 Zsigmondy ricevette il Premio Nobel per la Chimica per i suoi lavori sui colloidi.
Morì qualche anno dopo il suo ritiro a Gottinga nel 1929.